# Lijsttrommel

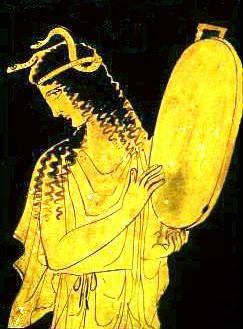
Historische afbeelding van een lijsttrommelspeler.

Een lijsttrommel (Engels: "framedrum") is een trommel waarbij het vel over een houten, meestal cilindrische, ring is gespannen. Kenmerkend voor lijsttrommels is dat de veldiameter veel groter is dan de hoogte van de lijst of ring.
Tot de lijsttrommels worden onder andere gerekend:
- Bodhrán (Iers)
- tamboerijn
- panderetta
- bendir
- adufe